# Garimpeiro

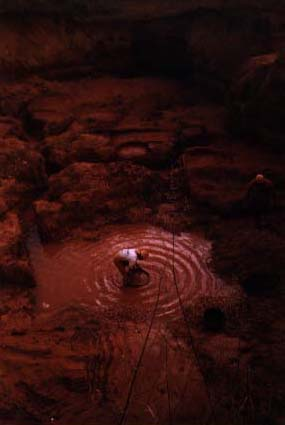
Garimpero di diamanti nel Mato Grosso (Brasile)

Il garimpeiro (plurale garimpeiros) è un cercatore d'oro o pietre preziose, solitamente illegale. Nato in Brasile, il termine si è poi generalizzato indicando i cercatori d'oro che operano in tutta l'America Latina.
La parola deriva dal portoghese garimpo che significa: "esplorazione e prospezione geologica manuale, o al massimo semi-meccanizzata di sostanze minerali preziose, come oro, diamanti, ametista o altri tipi di minerali" (Amaral, 2010)

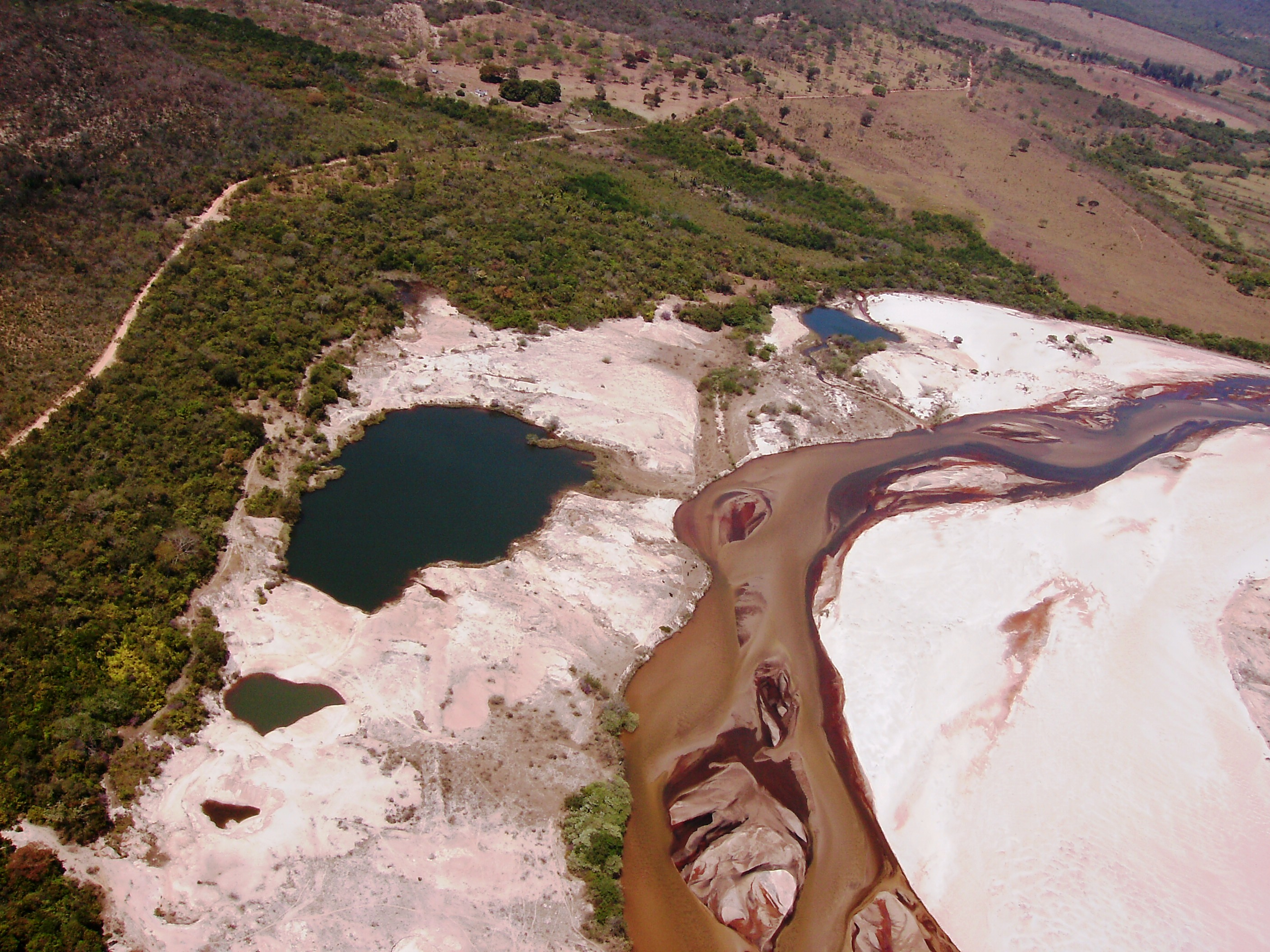
Deviazione del corso di un fiume provocata da garimperos illegali

In Guyana, operano spesso su cantieri clandestini di ricerca nei fiumi.
Cosa caratterizza i garimperos, soprattutto quelli illegali, è il fatto di lavorare senza rispettare le norme a tutela dell'ecosistema in cui operano, provocando sovente notevoli danni all'ambiente.